# Wołkowo (rejon kiczmiengsko-gorodiecki)
Wołkowo (ros. Волково) – wieś w Rosji, w rejonie kiczmiengsko-gorodieckim obwodu wołogodzkiego. W 2010 r. liczyła 13 mieszkańców.